# Обладнання
Обла́днання — сукупність механізмів, приладів, пристроїв і таке інше, необхідних для чого-небудь, для якої-небудь діяльності; спорядження, устатковання. Обладнання найчастіше відноситься до набору інструментів або інших предметів, які зазвичай використовуються для досягнення певної мети. Різні роботи вимагають різного обладнання.
Обладнання відноситься до конкретних пристроїв, машин або інструментів, які використовуються для виконання певних завдань або дій: компресорне обладнання, мережеве обладнання, обладнання навчальної кімнати, санітарне обладнання, холодильне обладнання, торговельне обладнання, фасувальне обладнання, ракувальне обладнання, стерилізаційне обладнання, обладнання для цифрового друку і тд.
Обладнання використовуються для реалізації технологічних процесів.

## Приклади застосування
- периферійне обладнання — сукупність пристроїв для взаємодії центрального процесора із зовнішнім середовищем ЕОМ.
- кінцеве (прикінцеве, термінальне) обладнання — обладнання «пункту» закінчення телекомунікаційної мережі для з'єднання з метою забезпечення доступу до телекомунікаційних послуг.
- устатковання безупинної дії — машини і механізми, дії яких характеризуються одночасним і рівнобіжним виконанням основних виробничих операцій. До устаткування безупинної дії належать, напр., багатоківшеві екскаватори, конвеєри, пристрої для гідротранспорту, видобувні комбайни та ін.
- устатковання циклічної дії — машини та механізми, дія яких характеризується періодично повторюваними закінченими циклами виробничих операцій. Це, наприклад, одноківшеві екскаватори, скрепери, бульдозери та ін.
- обладнання (спорядження) для СТО — обладнання для проведення точної діагностики машини і виявлення несправностей, послуги балансування коліс та шиномонтажу, послуги «розвалу-сходження» тощо.

## Очищення обладнання
Звільнення обладнання від сторонніх нашарувань. Наприклад, підземне обладнання свердловин, як правило, очищають від відкладів парафіну, солей і продуктів корозії. Очищення проводять тепловим, механічним або хімічним способами без підняття обладнання на поверхню. Коли ці методи виявляються малоефективними або неефективними, то проводять поточний ремонт з підніманням обладнання.